# Theophil Spoerri
Pour les articles homonymes, voir Spoerri.

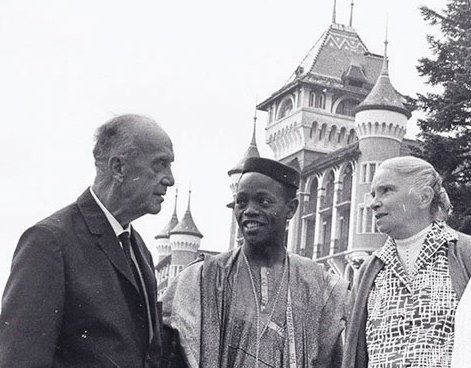
Theophil Spoerri s'entretenant avec la Française Irène Laure et un délégué africain à Caux (Vaud)

Theophil Spoerri, né le 10 juin 1890 à La Chaux-de-Fonds et mort à Caux le 24 décembre 1974, est un romaniste suisse, professeur de l'université de Zurich, qui s'est fait connaître par son engagement sur les plans politique et social. Il compte parmi les fondateurs du centre de rencontres d'Initiatives et Changement à Caux.

## Famille
Theophil Spoerri était le fils du pasteur méthodiste Gotthold Spoerri et de son épouse Maria Eugenie Spoerri née Thiele.
Avec sa femme Hélène, née Lang, avec laquelle il se marie en 1915, Theophil Spoerri eut deux filles et un fils, Pierre, né en 1926, qui sera son biographe. En 1942, il recueillit en son foyer son neveu Daniel, fils de sa sœur Lydia et d’Isaac Feinstein, libraire juif roumain converti au protestantisme, après que ce dernier eut été assassiné lors du pogrom  de Iași en 1941 laissant sa veuve à la tête d’une famille de 6 enfants qu’elle réussit à faire venir en Suisse, où ils reprirent le nom de Spoerri. L’aîné de la fratrie, Daniel, alors âgé de 11 ans, vécut plusieurs années chez son oncle Theophil et sa tante Hélène et devint, sous le nom de Daniel Spoerri, un artiste réputé.
Outre le professeur Theo Spoerri, plusieurs personnes de la même famille sont prénommées Théophil et on peut parfois les confondre : 
- un cousin du professeur, Theophil Spörri (de) (1887 – 1955), théologien  méthodiste suisse reconnu.
- un neveu du professeur, cadet des enfants de Lydia, le pasteur Theophil Spoerri (né en 1939) s’est fait connaître sous le nom de Ben-Jizchak Feinstein dans le domaine de la culture juive[4].

## Biographie
Theophil Spoerri suivit des études littéraires à Zurich, Sienne et Paris.  Il obtint un doctorat de l’université de Berne en 1916.  Sa thèse, rédigée en italien, fut publiée à Milan en 1918 sous le titre Il dialetto della Valsesia (Le Dialecte de Valsesia).
De 1912 à 1922, il fut professeur dans l’enseignement secondaire à Berne.

De 1922 à 1956 il fut professeur de langues et de littératures latines dans le département des langues de l’université de Zurich où il compta parmi ses étudiants le futur romancier Max Frisch.   Il fut nommé doyen en 1932 et exerça  la responsabilité de recteur de 1948 à 1950. De 1942 à 1951, il publia en collaboration avec son collègue le professeur Emil Staiger (de) une revue trimestrielle intitulée “Trivium. Schweizerische Vierteljahresschrift für Literaturwissenschaft und Stilkritik” (”Trivium: revue trimestrielle suisse pour l’étude de la littérature et la critique stylistique“).
Sa culture religieuse est perceptible dans ses choix académiques : il étudia ainsi Blaise Pascal, Jean Racine, Dante Alighieri, l'Arioste et le Tasse.

## Engagement
L’éducation profondément religieuse de Theo Spoerri lui transmit une volonté d’engagement social et politique. En 1940, il s’associa avec d’autres personnalités suisses, dont Denis de Rougemont, pour former la Ligue du Gothard, une organisation de la société civile destinée à lutter contre la propagande nazie, et il devint le premier président.
Il s’engagea aussi dans la Nouvelle société helvétique et dans les Groupes d’Oxford. Il consacra notamment un livre à leur fondateur, le pasteur luthérien américain Frank Buchman. Le Réarmement moral, mouvement issu des Groupes d’Oxford qui se consacre notamment à la paix et à la réconciliation en Europe après la Deuxième Guerre mondiale, ouvre un centre de rencontres mondial à Caux (Vaud) en 1946 grâce à la mobilisation d’une centaine de familles suisses, dont les Spoerri. C’est à Caux que Theophil Speorri meurt à Noël 1974.

## Publications
- (de) Renaissance und Barock bei Ariost und Tasso. Versuch einer Anwendung Wölfflin'scher Kunstbetrachtung, Berne, 1922
- (de) Von der dreifachen Wurzel der Poesie, Zurich/Leipzig, 1925
- (de) Die drei Wege des Erkennens in Wissenschaft, Dichtung und Offenbarung, Berlin 1926
- (de) Französische Metrik, Munich, 1929
- (de) Die Götter des Abendlandes : Eine Auseinandersetzung mit dem Heidentum in der Kultur unserer Zeit, Berlin, 1930
- (de) Einführung in die Göttliche Komödie, Zurich, 1946
- (de) Grundkräfte der europäischen Geschichte: Wie die Welt von Grund auf anders werden könnte, Hamburg 1951
- (de) Die Struktur der Existenz: Einführung in die Kunst der Interpretation, Zurich, 1951
- (de) Der Weg zur Form: Dasein und Verwirklichung des Menschen im Spiegel der europäischen Dichtung, Hambourg, 1954
- (de) Der verborgene Pascal. Eine Einführung in das Denken Pascals als Philosophie für den Menschen von morgen, Hambourg, 1955
- (de) Kleines Präludium zur Poesie: vom Geheimnis des Schönen und von den Grenzen der Poesie, Hambourg, 1957
- (de) Dante und die europäische Literatur : Das Bild des Menschen in der Struktur der Sprache, Stuttgart, 1963
- (fr) La Dynamique du silence, Frank Buchman aujourd’hui, traduit de l’allemand par Oscar Hübscher et Philippe Lasserre, éditions de Caux, 1972, 269 pages,  (ISBN 3856010122)

## Distinctions
- Doctorat honoris causa de l’université de Genève (1950)[7].
- Médaille d’or Dante Aligheri, en reconnaissance de ses nombreux travaux au sujet de l’écrivain italien (Florence 1962).